# Олеарчик, Эдвард
Эдвард Олеарчик (пол. Edward Olearczyk, 4 марта 1915, Рава-Русская — 9 сентября 1994, Израиль) — польский композитор.
Родился в Раве-Русской в еврейской семье. Учился у Збигнева Джевецкого в варшавской консерватории. С 1939 по 1945 год работал в СССР, а после возвращения в Польшу работал в Варшаве режиссёром-постановщиком в польской армии.
Олеарчик известен прежде всего как автор популярных песен. В 1948 году он выиграл конкурс эстрадной песни Министерства культуры и искусств . В 1952 году он инициировал радиопостановку «Мы песни поем: разучиваем песни по радио». Его песни пользовались большой популярностью, некоторые даже за пределами страны, особенно в СССР. В 1952 году он получил Золотой крест за заслуги, а в 1957 году — награду города Варшавы. В 1957 году он переехал в Израиль и умер там в 1994 году.
В Израиле продолжал сочинять музыку, в том числе для Иланы Ровиной и Арика Айнштейна.

## Семья
Сын — Алон (Алексей) Олеарчик — известный музыкант в Израиле. Внук, Макс Олеарчик — израильский актёр и участник американской инди-рок-группы Big Thief.